# Huave
El huave o mareño és una llengua aïllada parlada pels huaves, que habiten a l'istme de Tehuantepec, al sud-est de l'estat d'Oaxaca (Mèxic), en la costa del golf de Tehuantepec i la Llacuna Superior. La paraula huave és un exònim imposat pels zapoteques i significa gent del mar. L'idioma és anomenat pels seus parlants ombeayiiüds o umbeyajts, depenent de la variant, que significa el nostre idioma. Els huaves s'autodenominen mer ikoots, ikojts o kunajts, expressió que traduïda literalment significa "nosaltres". La comunitat lingüística huave arriba als vint mil parlants, que es concentren especialment al poble de San Mateo del Mar. Encara que l'ocupació d'aquesta llengua persisteix en diversos dominis de la vida social, el huave està amenaçat, encara que existeixen alguns projectes de revitalització i recerca lingüística en les comunitats huaves de l'Istme de Tehuantepec.
Quant al nombre de parlants, en 1974 havia de 18.000 a 20.000 parlants. En 1995 pujà a 20.528 parlants, i cap al 2010 disminuí a 17.554 parlants.

## Classificació
Cap de les diverses hipòtesis de relació lingüística del huave en alguna família lingüística més àmplia ha estat demostrada amb evidència sòlida i suficient. Per aquesta raó el huave es considera una llengua aïllada. Paul Radin va proposar una relació entre el huave les llengües maies i les mixezoque, i Morris Swadesh va proposar una connexió amb la família otomang, hipòtesi que va ser investigada més àmpliament per Rensch (1976). No obstant això cap d'aquestes hipòtesis ha estat concloent.

## Dialectes
El huave es parla en quatre municipis de la costa d'Oaxaca. Aquests són San Francisco del Mar, San Dionisio del Mar, San Mateo del Mar i Juchitán de Zaragoza. D'aquestes comunitats la més nombrosa és la de San Mateo del Mar que va estar pràcticament aïllada fins recentment. Les actituds negatives dels parlants cap a la seva llengua nativa i una forta pressió social de l'espanyol són les principals raons del progressiu abandó del huave com a llengua parlada en la resta de comunitats.
D'acord amb l'Instituto Nacional de las Lenguas Indígenas (Inali) de Mèxic, el huave té dues varietats. L'oriental comprèn les parles de Juchitán y San Mateo del Mar, i l'occidental és empleada en els municipis de San Francisco i San Dionisio.
| Dialecte i lloc       | Nombre de parlants (ca.) | ISO 639-3 (SIL) |
| --------------------- | ------------------------ | --------------- |
| San Dionisio del Mar  | 4.940 (2000)             | hve             |
| San Francisco del Mar | 900 (1990)               | hue             |
| San Mateo del Mar     | 12.000 (1990)            | huv             |
| Santa María del Mar   | 500 (1993)               | hvv             |

## Fonologia
Els següents quadres mostren els fonemes del huave.

### Vocales
|         | Anterior | Central | Posterior |
| ------- | -------- | ------- | --------- |
| Tancada | i        |         | u         |
| Mitjana | e        |         | o         |
| Oberta  |          | ɑ       |           |

### Consonants
En el quadre de baix s'exposen les consonants del huave de San Mateo del Mar, d'acord amb el treball de Kim (2008).
|               | Bilabial | Dental | Palatal | Velar | Labio- velar | Glotal |
| ------------- | -------- | ------ | ------- | ----- | ------------ | ------ |
| Oclusiva      | p mb     | t nd   |         | k ŋg  | kʷ ŋgʷ       |        |
| Africada      |          | t͡s nt͡s |         |       |              |        |
| Fricativa     |          | s      |         |       |              | h      |
| Nasal         | m        | n      |         |       |              |        |
| Vibrant       |          | ɾ r    |         |       |              |        |
| Lateral       |          | l      |         |       |              |        |
| Semiconsonant |          |        | ʝ       |       | w            |        |

## Comparació lèxica
Els numerals en diferents varietats de huave són:
| GLOSSA | San Francisco del Mar | San Mateo del Mar | PROTO- HUAVE |
| ------ | --------------------- | ----------------- | ------------ |
| '1'    | ɑnek                  | nojk              | *-noik       |
| '2'    | ɑhkjɑw                | ihkjɑw            | *-ihk-yɑw    |
| '3'    | ɑɾuh                  | ɑɾeh              | *a-rɨh       |
| '4'    | ɑpokjuɸ               | ɑikiy             | *a-pok-yɨw   |
| '5'    | ɑkokjɑɸ               | ɑkokjɑw           | *ɑ-ko-kiɑw   |
| '6'    | ɑnɑhojuɸ              | ɑnɑiy             | *ɑ-nɑ-yɨw    |
| '7'    | ɑhɑjuɸ                | ɑjɑiy             | *ɑ-hɑ-yɨw    |
| '8'    | anojuɸ                | ohpjɑkɨw          | *o-          |
| '9'    | ɑpekɑf                | ohkijeh           | *o-          |
| '10'   | ɑkɑpɑf                | ɡɑh-powɨw         | *kap-        |